# Elers' Kollegium
 Der er for få eller ingen kildehenvisninger i denne artikel, hvilket er et problem. Du kan hjælpe ved at angive troværdige kilder til de påstande, som fremføres i artiklen.

Elers Kollegium er et kollegium i den middelalderlige del af København, Store Kannikestræde 9. Kollegiet huser i dag 20 studerende fra Københavns Universitet eller Danmarks Tekniske Universitet. Kollegiet, der er Danmarks fjerdeældste, er delvist administreret af KU, og kun studerende, der har studeret mindst to år, kommer i betragtning.
Det blev grundlagt i henhold til testamente af 29. november 1691 af højesteretsdommer, etatsråd Jørgen Elers, og hans hustru Anna Margrethe Wandal, efter at de havde mistet deres sidste to børn i Operahusets brand i 1689. 1 eller 2 andre børn var tidligere døde af andre årsager. Desuden døde hendes yngste søster, der var gået med børnene til operaforestillingen. 
Bygningen er indviet 1705 og genopført efter branden i 1728, samt ombygget indvendig flere gange sidenhen. Komplekset er fredet.
Kollegiet skulle være fribolig for 16 studenter, hvoraf otte skulle studere teologi, to medicin, to matematik, to klassisk filologi og en jurist , en politisk historie. Elers Kollegium indgår siden 1983 sammen med Valkendorfs Kollegium, Regensen og Borchs Kollegium i Kollegiesamvirket.
Elers Kollegium er kendt som stedet, hvor Henrich Steffens holdt sine foredrag om filosofi og poesi i 1802 og 1803. De er tillagt stor betydning som begyndelsen på Den danske Guldalder.